# Одбојка за жене на Летњим олимпијским играма 1964.
Олимпијске игре у Токију 1964 су биле прве на којима је у званични програм укључена одбојка истовремено и у мушкој и у женској конкуренцији. Женски турнир је трајао од 11.-23. октобра. Учестовпвало је шест репрезентације. Није било финалне утакмице јер се играо лига систем, односно играо је свако са сваким, а три прволасирае екипе освојиле су медаље.

## Резултати
| 11. октобар | 11:00 | Јужна Кореја | - | Пољска       | 0 - 3 | (5-15,5-15,11-15)      |
| 11. октобар | 13:00 | Румунија     | - | СССР         | 0 - 3 | (5-15,6-15,0-15)       |
| 11. октобар | 15:00 | САД          | - | Јапан        | 0 - 3 | (1-15,5-15,2-15)       |
| 12. октобар | 15:00 | Јужна Кореја | - | СССР         | 0 - 3 | (0-15,6-15,0-15)       |
| 12. октобар | 17:00 | САД          | - | Пољска       | 0 - 3 | (3-15,4-15,10-15)      |
| 12. октобар | 19:00 | Румунија     | - | Јапан        | 0 - 3 | (7-15,3-15,8-15)       |
| 13. октобар | 17:00 | Румунија     | - | САД          | 3 - 0 | (15-9,15-1,15-2)       |
| 14. октобар | 19:00 | Јужна Кореја | - | Јапан        | 0 - 3 | (3-15,2-15,4-15)       |
| 15. октобар | 13:00 | Пољска       | - | СССР         | 0 - 3 | (9-15,5-15,5-15)       |
| 17. октобар | 13:00 | СССР         | - | САД          | 3 - 0 | (15-1,15-8,15-7)       |
| 18. октобар | 13:00 | Пољска       | - | Јапан        | 1 - 3 | (4-15,5-15,15-13,2-15) |
| 19. октобар | 17:00 | Румунија     | - | Јужна Кореја | 3 - 0 | (15-10,15-9,15-6)      |
| 21. октобар | 11:00 | Јужна Кореја | - | САД          | 0 - 3 | (7-15,13-15,13-15)     |
| 22. октобар | 19:00 | Румунија     | - | Пољска       | 0 - 3 | (7-15,6-15,8-15)       |
| 23. октобар | 19:00 | Јапан        | - | СССР         | 3 - 0 | (15-11,15-8,15-13)     |

### Табела
| Место  | Екипа        | И | П | И | Сд | Си | Пд  | Пп  | Бод. |
| ------ | ------------ | - | - | - | -- | -- | --- | --- | ---- |
| злато  | Јапан        | 5 | 5 | 0 | 15 | 1  | 238 | 93  | 10   |
| сребро | СССР         | 5 | 4 | 1 | 12 | 3  | 212 | 97  | 9    |
| бронза | Пољска       | 5 | 3 | 2 | 10 | 6  | 180 | 162 | 8    |
| 4      | Румунија     | 5 | 2 | 3 | 6  | 9  | 140 | 172 | 7    |
| 5      | САД          | 5 | 1 | 4 | 3  | 12 | 98  | 213 | 6    |
| 6      | Јужна Кореја | 5 | 0 | 5 | 0  | 15 | 94  | 225 | 5    |

## Састави екипа победница
| 1. | Јапан  | Масае Касај, Емико Мијамото, Кинуко Танида, Јурико Ханда, Јошико Мацумура, Сата Исобе, Кацуми Мацумара, Јоко Шинозаки, Сецуко Сасаки, Јуко Фуџимото, Масеко Кондо, Ајано Шибуки                                              |
| 2  | СССР   | Антоњина Рижова, Астра Билтауер, Нинељ Лукањина, Људмила Булдакова, Нели Абрамова, Тамара Тихоњина, Валентина Камењок-Виноградова, Ина Рискал, Марита Катушева, Татјана Рошчина, Валентина Мишак, Људмила Гурејева           |
| 3  | Пољска | Кристина Чајковска, Јозефа Ледвиг, Марија Голимовска, Јадвига Рутковска, Данута Кордачук, Кристина Јакубовска, Јадвига Ксјажек, Марија Сливка, Зофија Шченсњевска, Кристина Крупа, Хана Кристина Буш, Барбара Хермела-Њемчик |